# Jankowo (Drawsko Pomorskie)
Jankowo (deutsch Janikow, früher Janickow und Janicow) ist ein Dorf in der polnischen Woiwodschaft Westpommern. Es gehört zur Gmina Drawsko Pomorskie (Gemeinde Dramburg) im Powiat Drawski (Dramburger Kreis).

## Geographie
Das Kirchdorf liegt in Hinterpommern, etwa fünf Kilometer westsüdwestlich der Stadt Dramburg (Drawsko Pomorskie), fünf Kilometer nordwestlich des Dorfs Mielenko Drawskie (Klein Mellen) und drei Kilometer nördlich des Dorfs Woliczno (Golz).

## Geschichte
Im 14. Jahrhundert gehörte das Gut Janikow neben Born, Dolgen, Gienow, Golz, Sarranzig und einigen anderen Gütern zu einer Reihe von Lehen, die die alteingesessene neumärkische Familie von der Borne vom Markgrafen als Lehen empfangen hatte. Dem Landbuch von 1337 zufolge war Janikow der Vogtei Falkenburg zugeordnet. Für den Rossdienst im Jahr 1565 im damaligen Kreis Dramburg hatten die Goltze von Janikow und Mellen drei Pferde zu stellen und lagen damit  hinter den Güntersberg mit 15 Pferden und den Borne zu Grassee und Zamzow mit fünf Pferden.

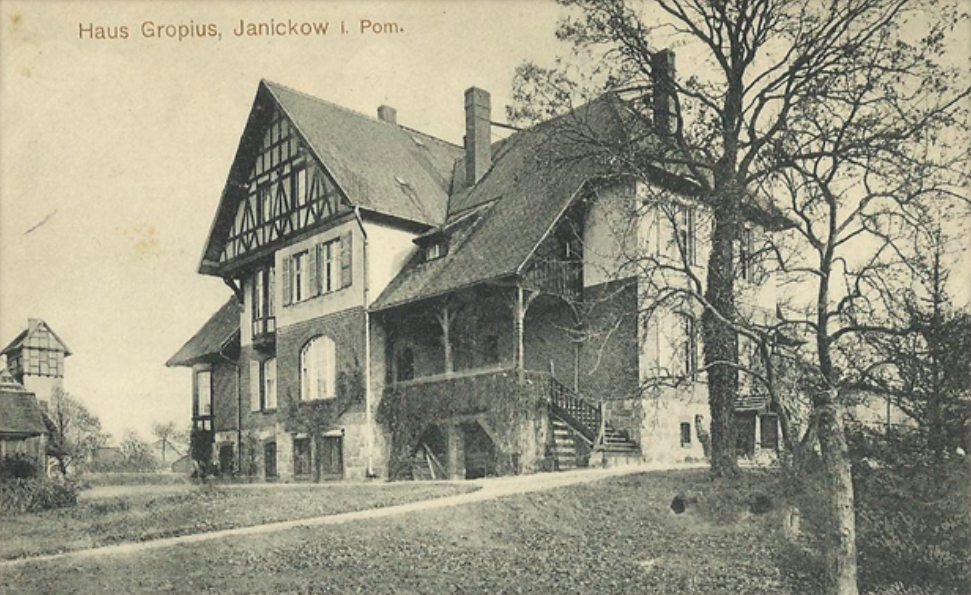
Herrenhaus Erich Gropius von 1895 auf einer Ansichtskarte

Im Jahr 1715 besaß der preußische Kapitän-Lieutenant Gottfried von Billerbeck († vor 1745) einen Anteil von Janikow. Um 1801 hatte das Kirchdorf und Gut Janikow sechs Bauernstellen, einen Pfarrbauern, eine Kossätenstelle, neun Einlieger, ein Forstrevier mit über 200 Morgen Wald und insgesamt 126 Einwohner; seine Besitzer waren die verheiratete Baronin von der Goltz, geb. von Bonin, und der Oberförster von Dewitz.
Im Jahr 1884 befand sich das 666 Hektar große Rittergut Janikow im Besitz des Lieutenants der Reserve Erich Gropius,  dem es auch noch 1892 und 1896 gehörte. Dieser ließ sich 1895 ein Herrenhaus von den Architekten Solfs & Wichards erbauen.

Am 1. Oktober 1897 wurde die Teilstrecke Grassee – Janikow der Saatziger Kleinbahnen für den Personen-, Gepäck-, Vieh- und Güterverkehr eröffnet.

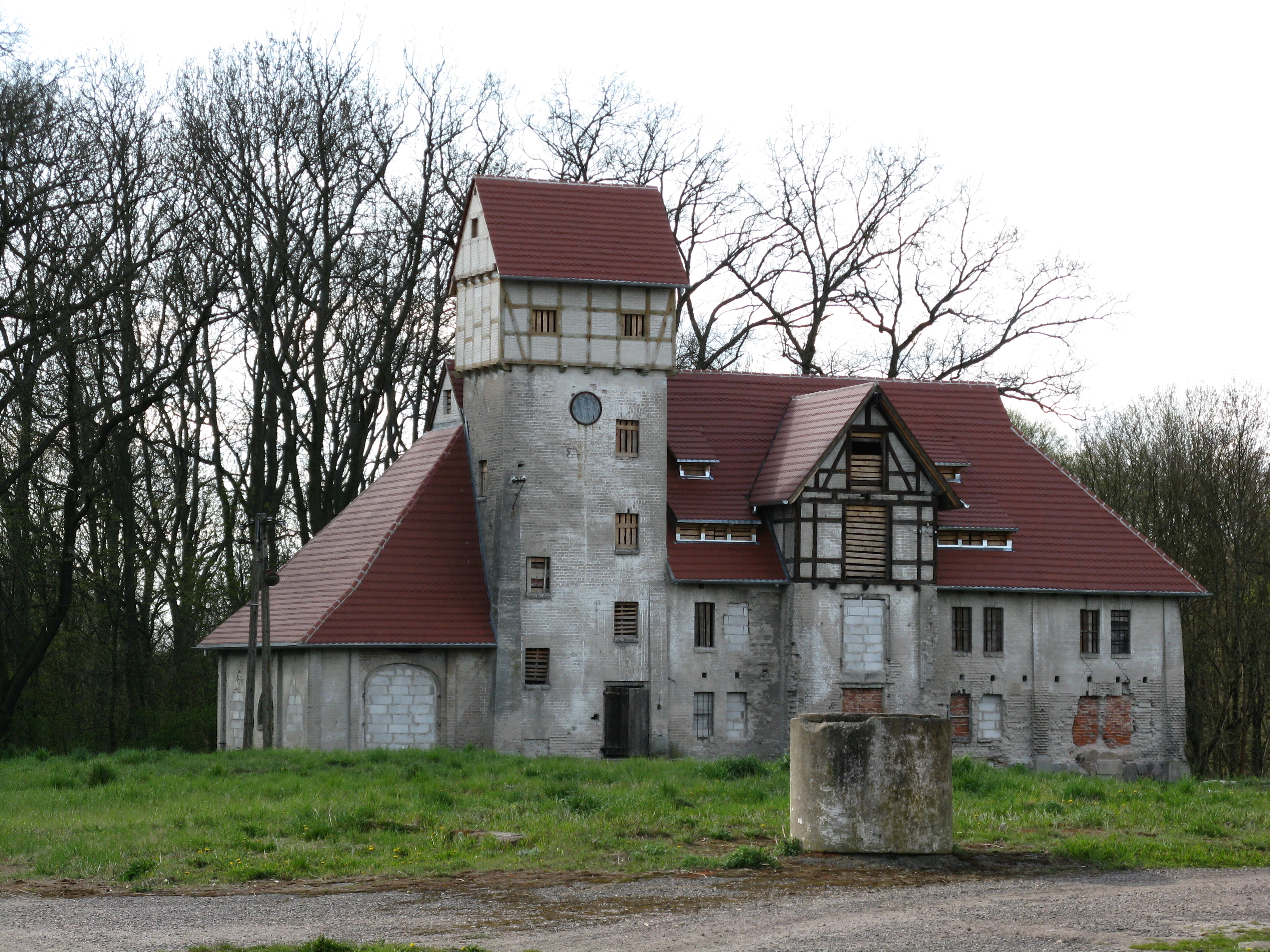
Speicher des ehemaligen Gutes Janikow, 1906 von Walter Gropius erbaut (Aufnahme 2008)

Ab 1904 ließ Erich Gropius durch seinen Neffen, den damals noch in seiner Ausbildung befindlichen Walter Gropius, verschiedene Wirtschafts- und Wohnbauten des Gutes realisieren. Es handelt sich dabei zum Teil um die frühesten Werke des später berühmt gewordenen Architekten.
Am 1. April 1927 hatte das Rittergut Janikow eine Flächengröße von 666 Hektar, und am 16. Juni 1925 hatte der Gutsbezirk 270 Einwohner.  Am 30. September 1928 wurde der Gutsbezirk Janikow in die Landgemeinde Janikow eingegliedert.
Die Gemarkung der Landgemeinde Janikow hatte um 1930 eine Fläche von 11,9 km². Im Gemeindegebiet standen insgesamt 34 bewohnte Wohnhäuser an fünf verschiedenen Wohnstätten:
1. Eisenbahnhaltestelle Janikow
2. Forsthaus Janikow
3. Janikow
4. Schäferei Janikow
5. Stärkefabrik Dramburg

Im Jahr 1945 gehörte das Dorf Janikow zum Kreis Dramburg im Regierungsbezirk Köslin der preußischen Provinz Pommern des Deutschen Reichs. Janikow war dem Amtsbezirk Mellen zugeordnet.
Gegen Ende des Zweiten Weltkriegs wurde die Region Anfang März 1945 von der Roten Armee besetzt. Nach Beendigung der Kampfhandlungen wurde Janikow zusammen mit ganz Hinterpommern seitens der sowjetischen Besatzungsmacht der Volksrepublik Polen zur Verwaltung überlassen. Danach begann die Zuwanderung polnischer Zivilisten. Das Dorf Janikow wurde  unter der polonisierten Ortsbezeichnung ‚Jankowo‘ verwaltet. In der Folgezeit wurde die einheimische Bevölkerung von der polnischen Administration aus Janikow und dem Kreisgebiet vertrieben.

### Demographie
| Jahr | Einwohner | Anmerkungen |
| ---- | --------- | --- |
| 1801 | 126       | Dorf und Gut mit einer Försterei, einer Mutterkirche und 18 Feuerstellen (Haushaltungen), im Besitz der Baronin von der Goltz, geb. von Bonin, und des Oberförsters von Dewitz |
| 1818 | 106       | Kirchdorf, adlige Besitzung |
| 1825 | 120       | Dorf mit dem Vorwerk Louisenhof |
| 1852 | 199       | Dorf |
| 1864 | 238       | am 3. Dezember, davon 93 im Gemeindebezirk und 145 im Gutsbezirk |
| 1867 | 240       | am 3. Dezember, davon 94 im Dorf und 146 im Gutsbezirk |
| 1871 | 254       | am 1. Dezember, davon 106 im Dorf (105 Evangelische, ein Katholik) und 148 im Gutsbezirk (sämtlich Evangelische)                                                               |
| 1885 | 256       | am 1. Dezember, davon 96 im Dorf (sämtlich Evangelische) und 160 im Gutsbezirk (sämtlich Evangelische)                                                                         |
| 1890 | 243       | am 1. Dezember, davon 98 im Gemeindebezirk und 145 im Gutsbezirk |
| 1910 | 253       | am 1. Dezember, davon 65 im Dorf und 188 im Gutsbezirk |
| 1925 | 387       | davon 382 Evangelische |
| 1933 | 315       | [ 22 ] |
| 1939 | 391       | [ 22 ] |

## Bauten

### Kirche

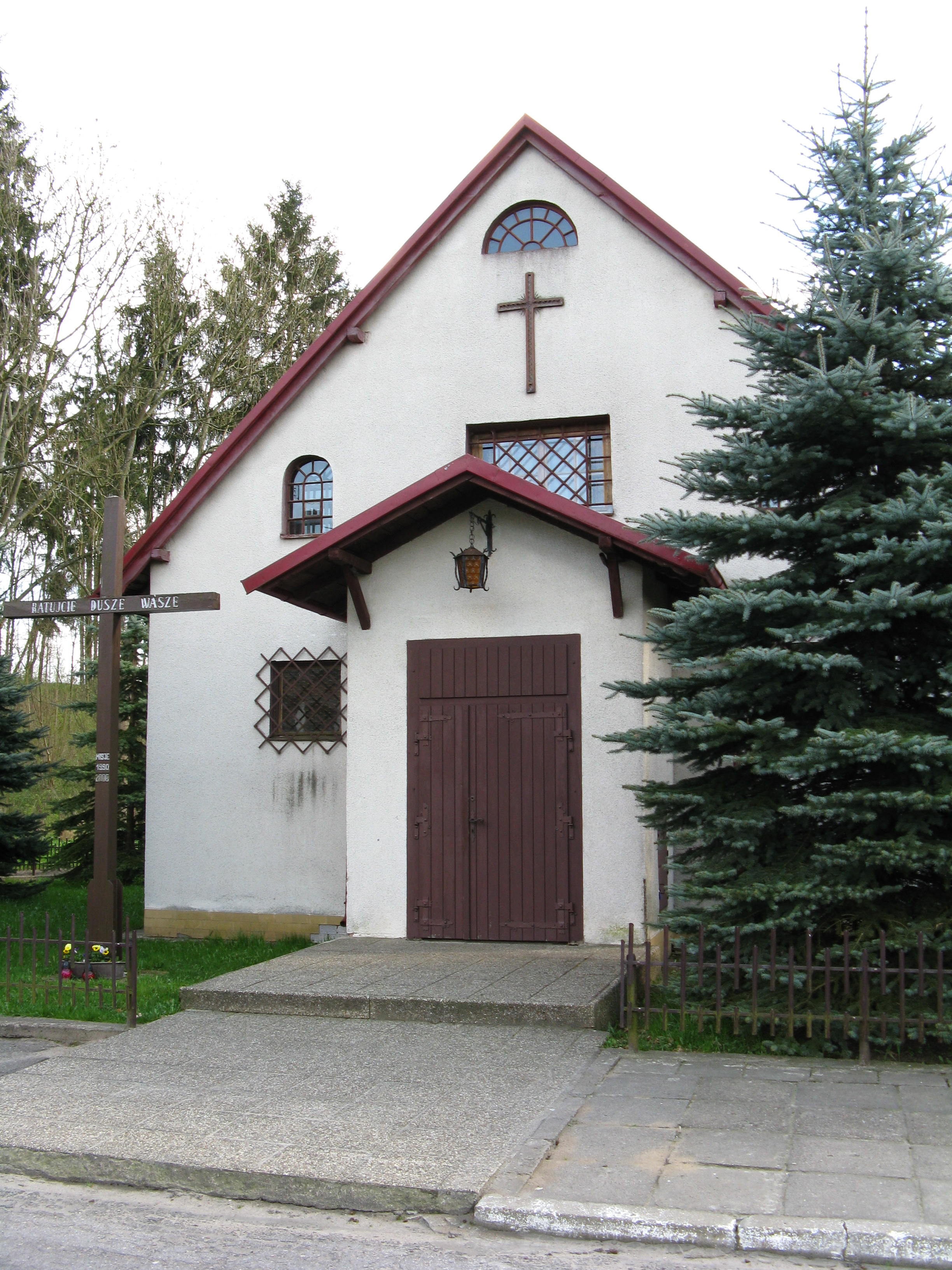
Dorfkirche (2008)

Die vor 1945 anwesende Dorfbevölkerung war mit wenigen Ausnahmen evangelisch. 1820 war die im Regierungsbezirk Köslin gelegene Pfarrei Janikow mit der im Regierungsbezirk Stettin gelegenen Pfarrei Zamzow, zu der die Filiale Grassee gehörte, zusammengelegt worden, wodurch eine Parochie mit fünf Kirchen entstanden war; Pfarrsitz war Janikow. Um die Verwaltungsaufgabe zu erleichtern, wurde nach dem am 16. März 1855 eingetretenen Tod des Pfarrers Wilm zu Janikow unter Beibehaltung des Pfarrsitzes in Janikow in dem Filialdorf Gienow ein Pfarrvikariat errichtet, dem die selbständige Verwaltung der Kirchen und Gemeinden in Gienow und Grassee übertragen wurde, während die Seelsorge von Janikow, Golz und Zamzow dem Pfarrer in Janikow oblag.
Die seit Kriegsende anwesende polnische Dorfbevölkerung ist größtenteils römisch-katholisch.

### Herrenhaus
Das Herrenhaus von Erich Gropius wurde 1895 nach Entwürfen der Architekten Solfs & Wichards erbaut. Es ist nicht erhalten.

### Gutsbauten von Walter Gropius
Gropius realisierte mit zwei Arbeiterhäusern, die 1904 und 1905 erbaut wurden, seine ersten beiden Werke. Diese sind allerdings nur aus schriftlicher Korrespondenz bekannt und lassen sich heute nicht mehr identifizieren. Gropius absolvierte in der Zeit ein Praktikum bei den Architekten Solfs & Wichards. Ende 1905 oder Anfang 1906 – Gropius war gerade Student an der Charlottenburger Bauschule geworden – bekam er von seinem Onkel den Auftrag für drei Wirtschaftsgebäude, eine Schmiede, ein Waschhaus und ein Getreidespeicher zu bauen. Die Schmiede ist heute stark umgebaut, allerdings durch Fotos überliefert, der Getreidespeicher ist noch relativ unverändert erhalten. Beide Bauten sind dem Heimatstil verpflichtet.
1909, nachdem Gropius sein Praktikum bei Peter Behrens begonnen hatte, plante er vier Häuser für Landarbeiter an der Straße nach Dramburg. Von diesem stark von Behrens inspirierten Entwurf, der später häufig publiziert wurde, wurde nur ein Haus realisiert. Es ist bis heute erhalten, aber stark umgebaut worden. Ein weiteres Haus aus derselben Zeit ist durch vier Fotografien aus dem Nachlass Gropius (jetzt Bauhaus-Archiv Berlin) überliefert, konnte aber bisher nicht identifiziert werden. Vielleicht befand es sich auch in einer anderen Ortschaft. 1911, als Gropius bereits mit dem Bau der Fagus-Werk beschäftigt war, baute er ein weiteres Arbeiterhaus in Janikow, welches fast identisch mit dem Haus von 1909 war. Später entstand noch ein Transformatorenhaus nach Gropius Entwurf.

## Persönlichkeiten
- Konstantin von Billerbeck (1713–1785), preußischer Generalleutnant, Chef des Infanterie-Regiments Nr. 17 sowie Ritter des Schwarzen Adlerordens und Träger des Pour le Mérite, wurde hier geboren
- Carl Gottfried von Billerbeck (1721–1761), preußischer Major, wurde hier geboren
- Beate Johanne von Billerbeck, geb. von Schmeling, Witwe des Kapitän-Lieutenants Gottfried von Billerbeck († vor 1745) und Mutter des Majors Carl Gottfried Friedrich von Billerbeck, † Dramburg 10. April 1759, 70 Jahre alt, wurde in Janikow begraben[24]